# Город гангстеров
«Город гангстеров» (англ. Mob City) — американский телесериал, созданный Фрэнком Дарабонтом для кабельной сети TNT. Сюжет основан на документальной книге Джона Бантина «Лос-анджелесский нуар: Борьба за душу самого соблазнительного города Америки» (L.A. Noir: The Struggle for the Soul of America’s Most Seductive City), в его центре — противостоянии полиции и гангстеров в 40-х годах прошлого века. Дебютная серия была показана 4 декабря 2013 года. 10 февраля 2014 года канал закрыл сериал из-за низких рейтингов.

## Сюжет
Сериал основан на реальной истории многолетнего конфликта между Департаментом полиции Лос-Анджелеса под руководством Уильяма Паркера и преступным миром западного побережья во главе с Микки Коэном. Действие происходит в Лос-Анджелесе 40-х годов, городе гламурных кинозвёзд, коррумпированной полиции и ещё более опасной преступной сети, которая планирует сделать город своей базой на западном побережье.

## В ролях

### Основные персонажи
- Джон Бернтал — Джо Тиг
- Майло Вентимилья — Нед Стэкс
- Нил Макдонаф — Уильям Паркер
- Алекса Давалос — Жасмин Фонтейн
- Джеффри Деманн — Хэл Моррисон
- Роберт Неппер — Сид Ротман
- Джереми Люк — Микки Коэн
- Грегори Итцин — Флетчер Боурон
- Эдвард Бёрнс — Багси Сигел

### Второстепенные персонажи
- Ричард Брэйк — Тэрри Мэндел
- Мекиа Кокс — Аня
- Иддо Голдберг — Лесли Шермер
- Дэна Гоулд — Таг Парселл
- Дэниел Робук — Ник Бледсоу

### Приглашённые звёзды
- Саймон Пегг — Пошляк Нэш
- Эрни Хадсон — Банни
- Патрик Фишер — Меир Лански

## Эпизоды
| № | Название                                        | Режиссёр       | Сценарий                             | Премьера         | Зрители США (миллионы) |
| - | ----------------------------------------------- | -------------- | ------------------------------------ | ---------------- | ---------------------- |
| 1 | «A Guy Walks Into a Bar» «Парень заходит в бар» | Фрэнк Дарабонт | Фрэнк Дарабонт                       | декабрь 4, 2013  | 2.29                   |
| 2 | «Reason to Kill a Man» «Причина убить человека» | Фрэнк Дарабонт | Фрэнк Дарабонт                       | декабрь 4, 2013  | 2.29                   |
| 3 | «Red Light» «Красный свет»                      | Фрэнк Дарабонт | Майкл Слоун                          | декабрь 11, 2013 | 1.39                   |
| 4 | «His Banana Majesty» «Его Банановое величество» | Гай Ферлэнд    | Дэвид Шоу                            | декабрь 11, 2013 | 1.39                   |
| 5 | «Oxpecker» «Волоклюй»                           | Гай Ферлэнд    | Дэвид Лесли Джонсон                  | декабрь 18, 2013 | 1.35                   |
| 6 | «Stay Down» «Не вставать!»                      | Фрэнк Дарабонт | Фрэнк Дарабонт и Дэвид Лесли Джонсон | декабрь 18, 2013 | 1.35                   |

## Рецензии
Сериал получил смешанные оценки от критиков. На сайте Metacritic он набрал 62 балла из 100 на основе 31 рецензии.

В статье журнала Афиша, посвященной теме «10 отличных сериалов закрытых после первого сезона», рецензент написал следующее: 
В «Городе гангстеров» Дарабонт с головой окунается в эстетику классических нуаров 40-х годов — с нечистыми на руку детективами, роковыми красотками и разлитым в воздухе послевоенным цинизмом. Здесь все построено на клише, но таких, что давно превратились в архетипы. К тому же хороший нуар в последнее время не часто встретишь как на малом, так и на большом экранах.